# Liomera edwarsi
Liomera edwarsi is een krabbensoort uit de familie van de Xanthidae. De wetenschappelijke naam van de soort is voor het eerst geldig gepubliceerd in 1877 door Kossman.